# Giuseppe Tornatore
Giuseppe Tornatore (Bagheria, Sicilia, 27 de mayo de 1956) es un guionista y director de cine italiano. Galardonado con importantes premios como los Premios Óscar, Globos de Oro, Premios BAFTA o el Gran Premio del Jurado del Festival de Cannes. Se le considera uno de los directores que devolvió el reconocimiento de la crítica al cine italiano. En una carrera que abarca más de 30 años, es conocido por dirigir y escribir películas dramáticas como Stanno tutti bene, La leyenda del pianista en el océano, Malèna, Baarìa y La mejor oferta. Su película más destacada es Cinema Paradiso, por la que Tornatore ganó el Premio de la Academia a la mejor película en lengua extranjera. También ha dirigido varias campañas publicitarias para Dolce & Gabbana.
Tornatore también es conocido por su larga asociación con el compositor Ennio Morricone, quien compuso música para trece largometrajes de Tornatore desde 1988.

## Biografía
Nacido en Bagheria, cerca de Palermo, el 27 de mayo de 1956. Creció en un ambiente familiar con su padre, Peppino Tornatore, un dirigente sindical de la CGIL, y su madre Marianna. Su hermano es el productor italiano Francesco Tornatore. Giuseppe se aficionó a la fotografía desde muy niño. Se graduó con honores en el instituto de secundaria Francesco Scaduto de Bagheria. Más tarde, después de poner en escena, con tan sólo dieciséis años, textos de Luigi Pirandello y Eduardo De Filippo, se acercó al cine rodando documentales de gran valor artístico.
En 1988, una colaboración con el productor Franco Cristaldi dio origen al trabajo cinematográfico más conocido de Tornatore: Cinema Paradiso, una película que narra la vida de un exitoso director de cine que ha regresado a su ciudad natal en Sicilia para el funeral de su mentor. Esta obtuvo un éxito mundial y ganó un Premio de la Academia a la Mejor Película en Lengua Extranjera. Posteriormente, Tornatore estrenó varias otras películas. En 2007 ganó el George de Plata al Mejor Director en el 29º Festival Internacional de Cine de Moscú por La desconocida.

## Trayectoria
El éxito más destacado de su carrera es su segunda película, Cinema Paradiso (1987), que ganó un Óscar y un Globo de Oro.

### Inicios
Nacido en Bagheria, en la provincia de Palermo, el 27 de mayo de 1956, es hijo de Peppino Tornatore, sindicalista de la CGIL.. Desde muy joven manifestó una fuerte atracción por el mundo del cine y de la imagen; quien le enseñó los primeros rudimentos en este campo fue el famoso fotógrafo y operador cinematográfico de Bagheria Mimmo Pintacuda. Con sólo dieciséis años, consiguió poner en escena obras de Luigi Pirandello y Eduardo De Filippo. Se graduó con las máximas calificaciones en el [[liceo clásico] Francesco Scaduto]] de Bagheria, antes de dedicarse por completo al cine asistió a algunas clases en la Facultad de Letras de la Universidad de Palermo. Tras sus inicios teatrales, abordó algunas experiencias documentales y televisivas, en particular la realización del documental (en Super 8) Il carretto. Imágenes de una cultura antigua (1979). En 1979 fue elegido concejal de Bagheria con el Partido Comunista Italiano.. Su debut en la dirección tuvo lugar en la Rai el 5 de marzo de 1981, con el documental Ritratto di un rapinatore.
A continuación realizó, también para la redacción siciliana de Rai 3, Incontro con Francesco Rosi (1981), Le minoranze etniche in Sicilia (1982, premiado en el Festival di Salerno), Diario di Guttuso (1982) y Scrittori siciliani e cinema: Verga, Pirandello, Brancati e Sciascia (1983). En 1984 colaboró con Giuseppe Ferrara en Cien días en Palermo, de la que fue productor, además de coguionista y director de la segunda unidad. Dos años más tarde, con 30 años, debutó como director en la gran pantalla con Il camorrista', basada en el omonimo romanzo de Giuseppe Marrazzo y centrada en la historia del célebre jefe de la camorra Raffaele Cutolo (en la película titulado O Professore 'e Vesuviano e interpretado por Ben Gazzara). La película fue bien recibida tanto por el público como por la crítica, y Tornatore ganó la Cinta de Plata al Mejor Director Novel. 
Su encuentro con el productor Franco Cristaldi dio lugar en 1988 a la génesis de la que se convertiría en su película más popular, Nuovo Cinema Paradiso, protagonizada por un famoso director que regresa por primera vez a su ciudad natal con motivo de la muerte de su mentor y amigo Alfredo, proyeccionista del cine local (personaje interpretado por Philippe Noiret en el que Tornatore se inspiró abiertamente en su maestro Pintacuda), y recorre en esa ocasión el camino de su vida. La película fue un gran éxito, dio notoriedad internacional a Tornatore y marcó el inicio de una prolífica colaboración con el compositor Ennio Morricone. Tras algunos contratiempos, entre ellos varios cortes y una proyección bloqueada tras el primer fin de semana en todos los cines italianos, la película ganó el Gran Premio del Jurado en el Festival de Cannes y el Óscar a la mejor película de habla no inglesa y, con el paso de los años, se ganó un lugar destacado en la historia del cine italiano. En 1989, Tornatore recibió el Premio Flaiano de Guion por su trabajo en Il camorrista y Nuovo Cinema Paradiso.

### Éxitos después del Oscar
En 1990, dirigió Stanno tutti bene, una película que cuenta la historia de un anciano padre siciliano, interpretado por Marcello Mastroianni, que va a visitar a sus hijos repartidos por toda Italia y descubre que sus vidas no son en absoluto tan buenas como siempre le han hecho creer. En 1991, colaboró en la película de conjunto Sunday Especially con el episodio El perro azul, en la que volvió a dirigir a Philippe Noiret. En 1994, realizó Una pura formalidad, una película policíaca presentada a concurso en el Festival de Cannes, que supuso un punto de inflexión en su estilo de dirección, que cambió radicalmente. En la película aparecen dos estrellas: el director Roman Polański (en el papel de actor, interpretando al comisario de policía) y Gérard Depardieu (en el papel del sospechoso interrogado). En 1995, volvió a rodar un documental, La pantalla de tres puntas, en el que relata su Sicilia. También en 1995, dirigió L'uomo delle stelle, protagonizada por Sergio Castellitto en el singular papel de un ladrón de sueños, un hombre que finge filmar audiciones cinematográficas hasta que es desenmascarado y cae en desgracia.
La película ganó el David di Donatello y la Cinta de Plata al Mejor Director de Cine, así como el Gran Premio del Jurado en el Festival de Venecia. La película también fue nominada al Oscar en la sección de Mejor Película de Habla no Inglesa. Tras quedar positivamente impresionado por el monólogo teatral de Alessandro Baricco Novecento, que cuenta la historia de un fenomenal pianista autodidacta que vive toda su existencia en un transatlántico, empezó a pensar en una adaptación cinematográfica: tras una larga "gestación", en 1998 vio la luz La leyenda del pianista en el océano, protagonizada por el actor inglés Tim Roth, de nuevo acompañado por banda sonora de Ennio Morricone. Esta película también ganó varios premios: el David di Donatello, el Efebo d'oro (1999), el Ciak d'oro a la dirección y dos Nastri d'argento, uno a la dirección y otro al guion. En 2000, firmó la dirección de Malèna, un filme protagonizado por Monica Bellucci en el papel de una bella joven siciliana víctima de desventuras a causa de la Segunda Guerra Mundial (papel que Tornatore había propuesto originalmente a la bailarina Rossella Brescia, una coproducción italo-estadounidense, vuelve a contar con música de Ennio Morricone y le da a Bellucci una gran popularidad en la gran pantalla.

### Actividad posterior
Sin embargo, Tornatore decepcionó con la película Stanno tutti bene, aunque fueron mejor las cosas en 1994 con Pura formalidad.[cita requerida] En 1998 dirigió La leyenda del pianista en el océano, película que pasó sin mucha repercusión para la crítica.[cita requerida] Su película La Sconociuta dio de qué hablar a críticos de todo el mundo.[cita requerida]

### Regreso a la pantalla

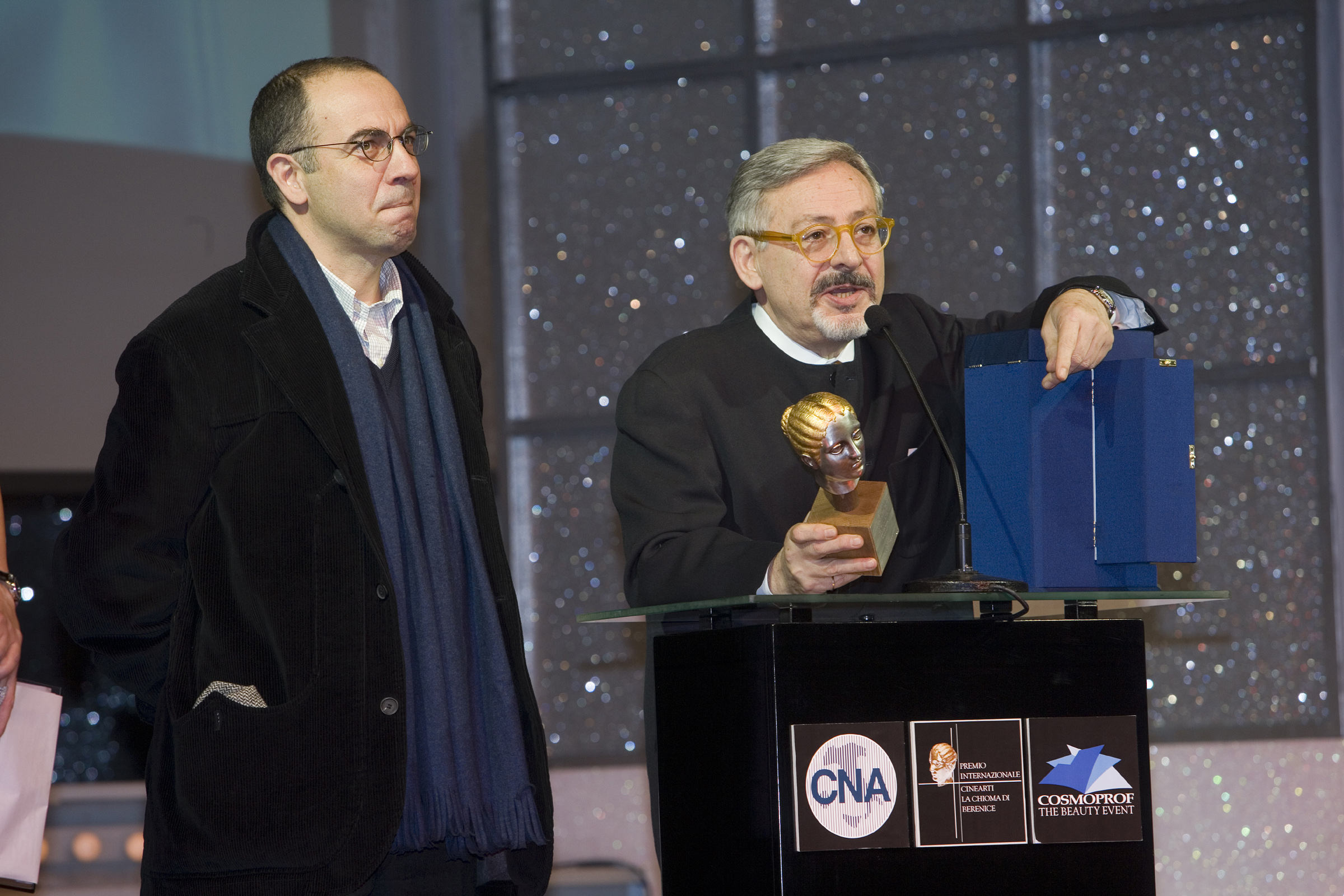
Giuseppe Tornatore junto a Leo Gullotta en el Premio Cinearti La Chioma di Berenice (2006).

Tras seis años de silencio, regresó al cine en 2006 con La sconosciuta, una película junto a Michele Placido inspirada en cierto tráfico de prostitutas de Europa del Este y su explotación para generar niños, hechos que fueron noticia en la realidad durante el mismo periodo; la película ganó tres premios David di Donatello en 2007 y fue elegida para representar a Italia en los Premios de la Academia 2008, en la candidatura a la mejor película de habla no inglesa. También en 2007, dirigió el televisión spot para Banca Monte dei Paschi di Siena, creado por la agencia Catoni Associati. Ese mismo año, durante la ceremonia de los Oscar, se presentó un cortometraje suyo dedicado al 50 aniversario de la Mejor Película de Habla no Inglesa, un montaje en el que aparecían numerosas imágenes del cine internacional premiado en Hollywood..
En 2009, dirigió Baarìa, una colosal película autobiográfica que toma su título del nombre siciliano de su ciudad natal Bagheria. Estrenada el 25 de septiembre, Baarìa inauguró el 66º Festival Internacional de Cine de Venecia en la competición oficial. La película evoca una historia fuertemente autobiográfica asentada en su Sicilia natal, llena de preciosismo fotográfico que evoca escenas de naturalismo italiano de tinte político. Sin embargo, la crítica cinematográfica internacional la echó nuevamente por tierra. La apatía sobre la cinta se agudizó al conocerse su financiamiento por Medusa Film (de la que era propietaria la familia de Silvio Berlusconi). Tornatore es, sin embargo, una referencia obligada del cine italiano. En su larga carrera, ha acumulado premios como el del Festival de Salerno, un Óscar y un Globo de Oro. La Liga Antivivisección, en su papel de miembro estatutario de la Comisión de Crítica Cinematográfica, criticó La elección de Tornatore de filmar la matanza real por desangramiento de un animal en un matadero de Túnez, sin recurrir a efectos especiales ni a las técnicas de alivio del dolor que se aplican en Italia. Esta escena se rodó en suelo tunecino. La película fue preseleccionada como la película que representaría a Italia en los Óscar de 2010, pero no superó las selecciones posteriores y no llegó al quinteto final. También publicó el libro Baarìa, la película de mi vida, para Rizzoli.

## Filmografía
Largometrajes
- El profesor (1986)
- Cinema Paradiso (1987)
- Stanno tutti bene (1990)
- La domenica specialmente (1991)
- Una pura formalità (1994)
- L'uomo delle stelle (1995)
- La leyenda del pianista en el océano (1998)
- Malèna (2000)
- La desconocida (2006)
- Baaria - La porta del vento (2008)
- La mejor oferta (2013)
- La corrispondenza (2016)

Cortometrajes
- Stella gemella (1996)
- 50º Anniversario Oscar Miglior FIlm Straniero (2007)
- Il mago di Esselunga (2011)

Documentales
- Ritratto di un rapinatore (1981)
- Incontro con Francesco Rosi (1981)
- Le minoranze etniche in Sicilia (1982)
- Diario di Guttuso (1982)
- Scrittori siciliani e cinema (1984), serie de TV en cuatro episodios
- Lo schermo a tre punte (1995)
- Riccardo Freda (1996), episodio de la serie Ritratti d'autore
- L'ultimo gattopardo - Ritratto di Goffredo Lombardo (2010)
- Ennio, the Maestro (2021)

## Premios y distinciones
Premios Óscar
| Año  | Categoría                          | Película            | Resultado |
| ---- | ---------------------------------- | ------------------- | --------- |
| 1990 | Mejor película de habla no inglesa | Cinema Paradiso     | Ganador   |
| 1996 | Mejor película de habla no inglesa | L'uomo delle stelle | Nominado  |

Festival Internacional de Cine de Cannes
| Año  | Categoría                   | Película          | Resultado |
| ---- | --------------------------- | ----------------- | --------- |
| 1989 | Gran Premio del Jurado      | Cinema Paradiso   | Ganador   |
| 1990 | Premio del Jurado Ecuménico | Stanno tutti bene | Ganador   |

Festival Internacional de Cine de Venecia
| Año  | Categoría                  | Película                   | Resultado |
| ---- | -------------------------- | -------------------------- | --------- |
| 1995 | Premio especial del Jurado | El hombre de las estrellas | Ganador   |
| 2009 | Premio Francesco Pasinetti | Baarìa                     | Ganador   |